# ماري هايلي بيل
ماري هايلي بيل (بالإنجليزية: Mary Hayley Bell)‏ (22 يناير 1911، شانغهاي في الصين - 1 ديسمبر 2005، باكينغهامشير في المملكة المتحدة)؛ مؤلِّفة، كاتِبة مسرحية، كاتبة سيناريو وروائية بريطانية.

## روابط خارجية
- ماري هايلي بيل على موقع IMDb (الإنجليزية)
- ماري هايلي بيل على موقع الموسوعة البريطانية (الإنجليزية)
- ماري هايلي بيل على موقع قاعدة بيانات برودواي على الإنترنت (الإنجليزية)
- ماري هايلي بيل على موقع قاعدة بيانات الأفلام السويدية (السويدية)
- ماري هايلي بيل على موقع قاعدة بيانات الفيلم (الإنجليزية)